# Цице (приток Марты)
Цице (Цица, балка Цице) — река в России, протекает в Краснодарском крае. Устье реки находится в 35 км по правому берегу реки Марта. Длина реки составляет 30 км, площадь водосборного бассейна — 136 км².

## Притоки (км от устья)
- 0,8 км: Безымянка[3] (лв)
- 16 км: река Глубокий Яр (лв)

## Данные водного реестра
По данным государственного водного реестра России относится к Кубанскому бассейновому округу, водохозяйственный участок реки — Кубань от города Усть-Лабинск до Краснодарского гидроузла, без рек Белая и Пшиш. Речной бассейн реки — Кубань.
Код объекта в государственном водном реестре — 06020001312108100005316.